# Yamaha XS 1100

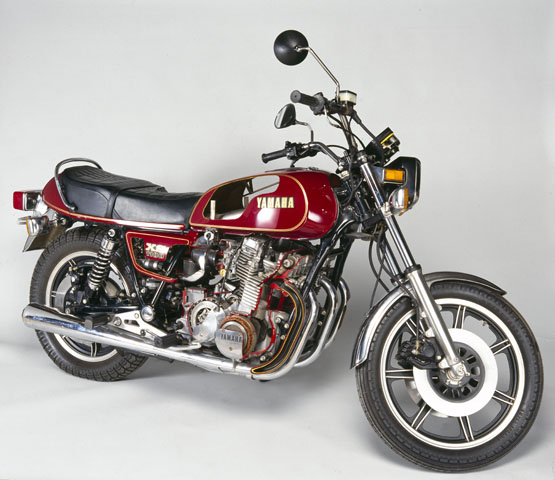
XS1100 con motor seccionado-Museo de Ciencias de Londres

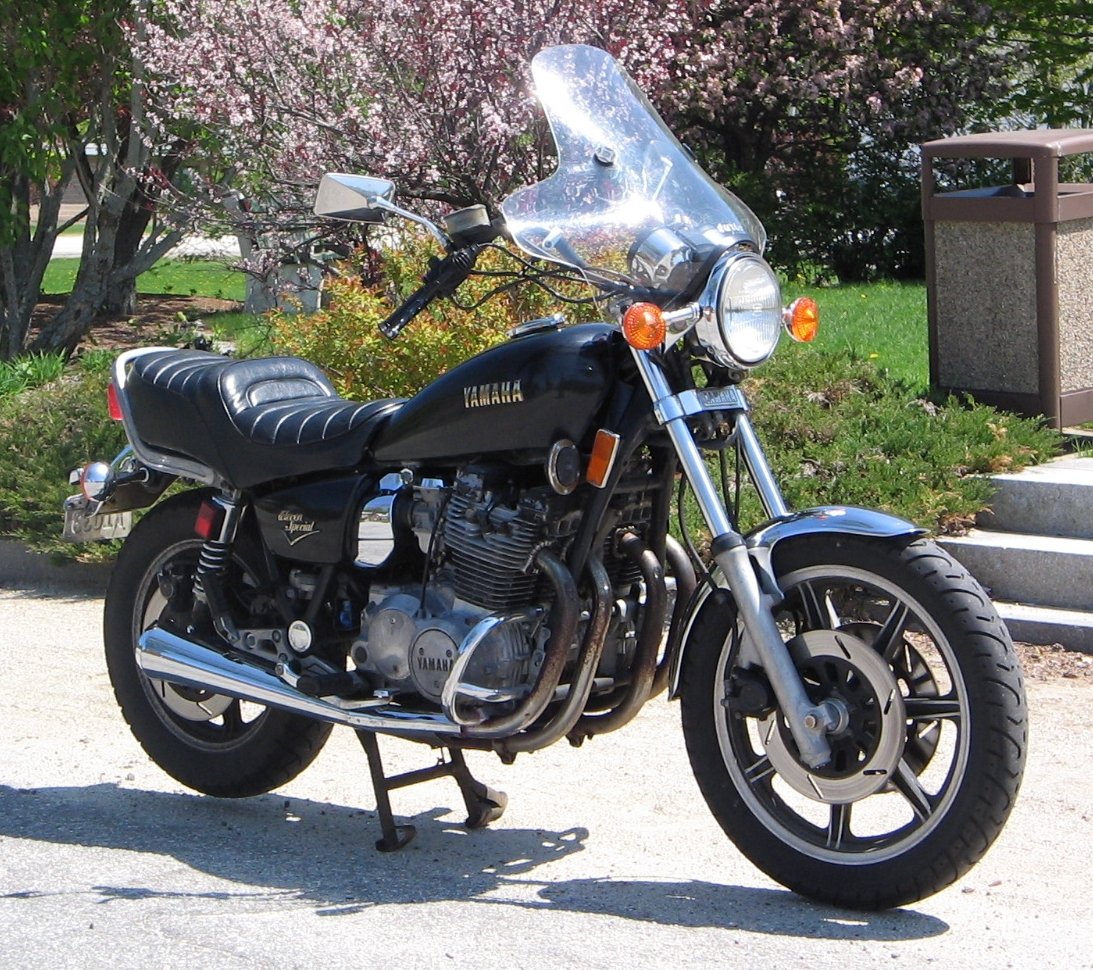
1981 Yamaha XS Eleven Special

La motocicleta Yamaha XS Eleven, también llamada XS11 y XS1100, es una a Superbike japonesa  producida de 1978 a 1981,  con un motor enfriado por aire de 1101.6cc, de 4 tiempos, DOHC cuatro cilindros en línea alineados de forma transversal en un cuadro de doble cuna con brazo para llanta posterior. Transmisión final a eje y cardán y horquilla telescópica adelante.

## Modelos
La XS Eleven hizo su debut en 1978 como la superbike japonesa de mayor desplazamiento (1100cc) de su tiempo. Tenía frenos de doble disco adelante y disco sencillo atrás, eje cardán y rines vaciados de 7 rayos. Un modelo "custom de fábrica", el XS Eleven Special se comercializó al mismo tiempo que el modelo estándar para el año de 1979. Ambos modelos fueron sustituidos en 1982 por la "XJ1100 Maxim" la cual tenía un motor muy parecido al anterior. La XJ1100 Maxim solo fue construida por un año siendo descontinuada al año siguiente. En Europa la XS Eleven se diferenciaba del modelo norteamericano por tener un tanque de combustible más grande (6.3 USgal contra 5.3 USgal en América), un manillar más bajo y tubos de escape más largos. El mercado europeo también tenía el modelo "1.1 Sport" (basado en el modelo "Special") y el "Martini" (basado en el XS1100 original). Ambos modelos estaban carenados.
En 1981 salió a la venta la versión turismo. Ese modelo llamado XS1100 Venturer estaba equipada con velas al estilo de los buques veleros. Como los carenados hechos por Vetter Fairing Company pero de marca Yamaha. Las Venturers incluían cajuela y alforjas rígidas, y un tanque de alta capacidad (6,3 galAm (23,8 litros)) para viajes largos.

## Historia
La XS Eleven fue la primera, de las motocicletas de Yamaha, en tener un motor de 4 cilindros de 4 tiempos. Así exploraba una tecnología muy bien probada por los demás fabricantes. El primer motor de 4 tiempos de Yamaha fue el motor de 3 cilindros usado en la XS 750. Cuando la XS1100 fue introducida, ganó la reputación de ser una motocicleta pesada y poderosa. En el momento de su lanzamiento fue la motocicleta más potente del mercado. "Nadie maneja un poco esta motocicleta sin darse cuenta de que es una motocicleta poderosa; la hemos manejado cientos de millas en caminos abiertos antes de ir a la pista de arrancones y ya sabíamos que era una bala" "(Nobody gets far riding the XS11 before they become acquainted with the fact that it's strong; we had ridden ours over hundreds of open-road miles before going to the drag strip and knew it was a bullet.)" La revista Cycle publicó que la XS era un Rolls-Royce con un motor Hemi Turbocargado: "...the XS is a Rolls Royce with a blown Chrysler Hemi motor..." Sin embargo el manejo no fue tan bien recibido ya que decían que era débil para tomar las curvas: ("When this behemoth of a motorcycle actually hits a corner at anything approaching interesting speeds then it takes a good deal of muscle to lay it down. While the Yamaha doesn't disgrace itself in corners (not as much as some Z1000s I have known, for example) it doesn't commend itself either.")  De cualquier forma otro revisor en una comparativa contra la Kawasaki Z1300, escribió que la Yamaha hizo todo mejor por muchísima diferencia "did everything better by a country mile".
En 1979, Yamaha siguió la creciente tendencia de ofrecer una versión Custom de fábrica llamándola el modelo "Special" el cual tenía manillar atrasado, llanta trasera más ancha, asiento escalonado, tanque de combustible de menor capacidad, suspensión ajustable y cuadro alterado para acercar el modelo a las características de una motocicleta crucero. La XS Eleven Special se vendió bien a pesar de las quejas acerca de su pobre ergonomía.

## Carreras
La XS Eleven tuvo una serie de triunfos y posiciones altas en el circuito de carreras de Australia entre 1978 y 1981. Darryl Flack de Motor Sport Retro escribió: mientras la nueva CBX1000 y las motos de Suzuki eran super deportivas adaptadas para carreras, la XS1100 directamente de fábrica las vencía en todas las carreras donde competía. "While the new CBX1000 and Suzuki were out and out sports bikes, the shaft-drive XS1100, affectionately called the “Xcessive’, was more of a muscle bike cum tourer. Heavier than and not as fast as its rivals, the XS1100 did have one particular ability – winning races."
La XS1100 tuvo grandes triunfos en 1978, 1979, 1980 y 1981.

## Galería

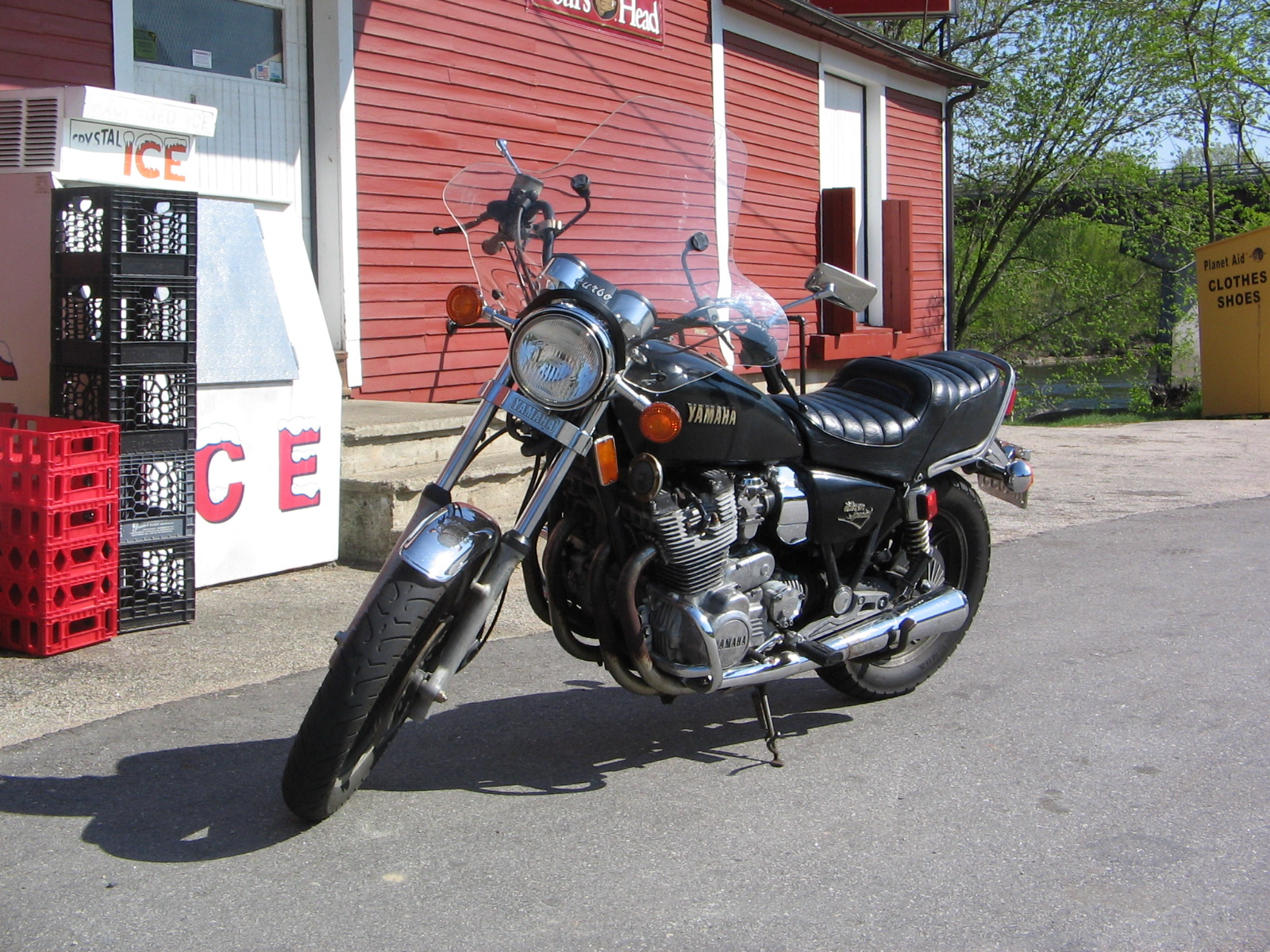
Una XS 1100 Special de 1981.
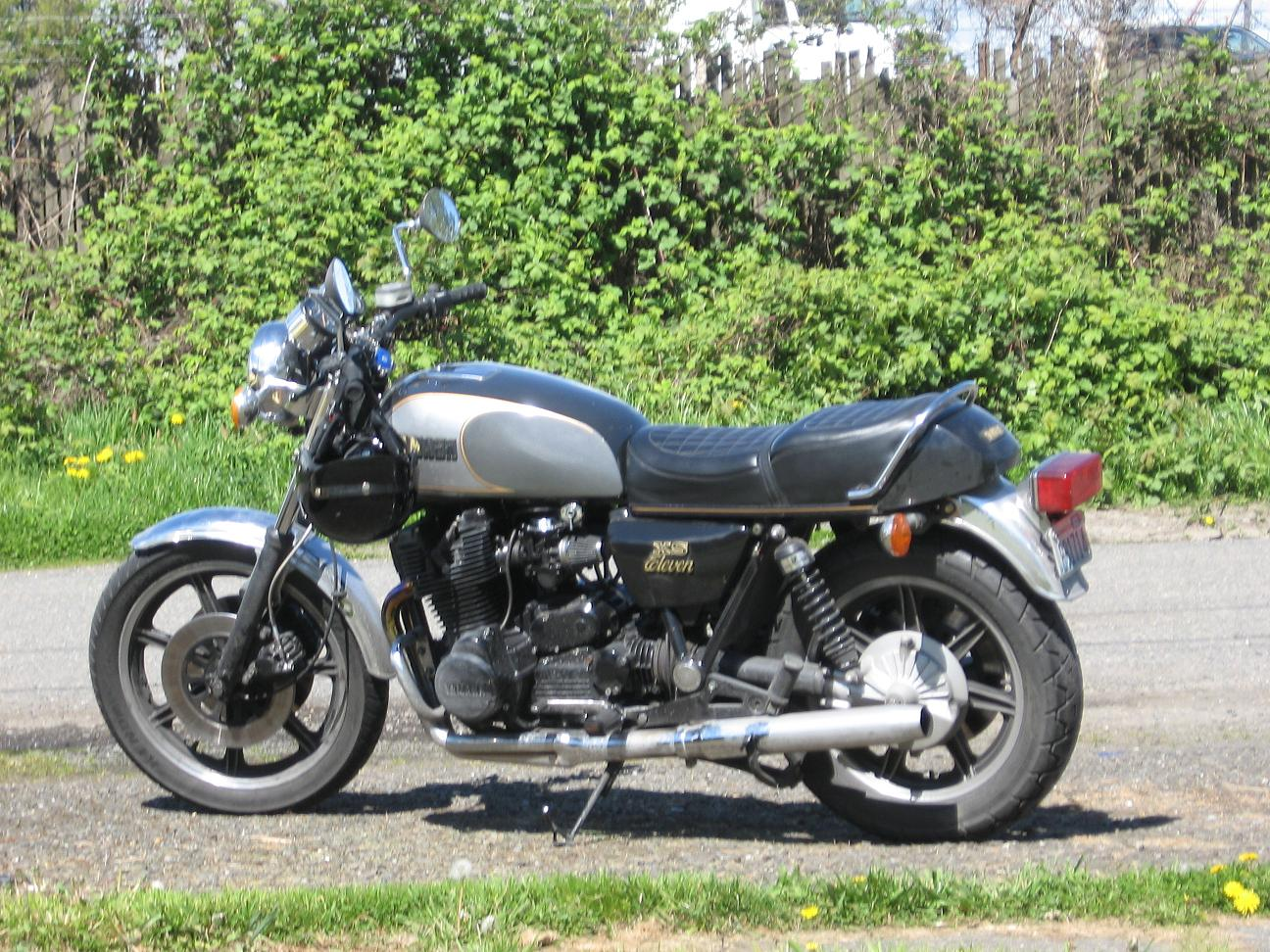
Una XS1100 de 1979.
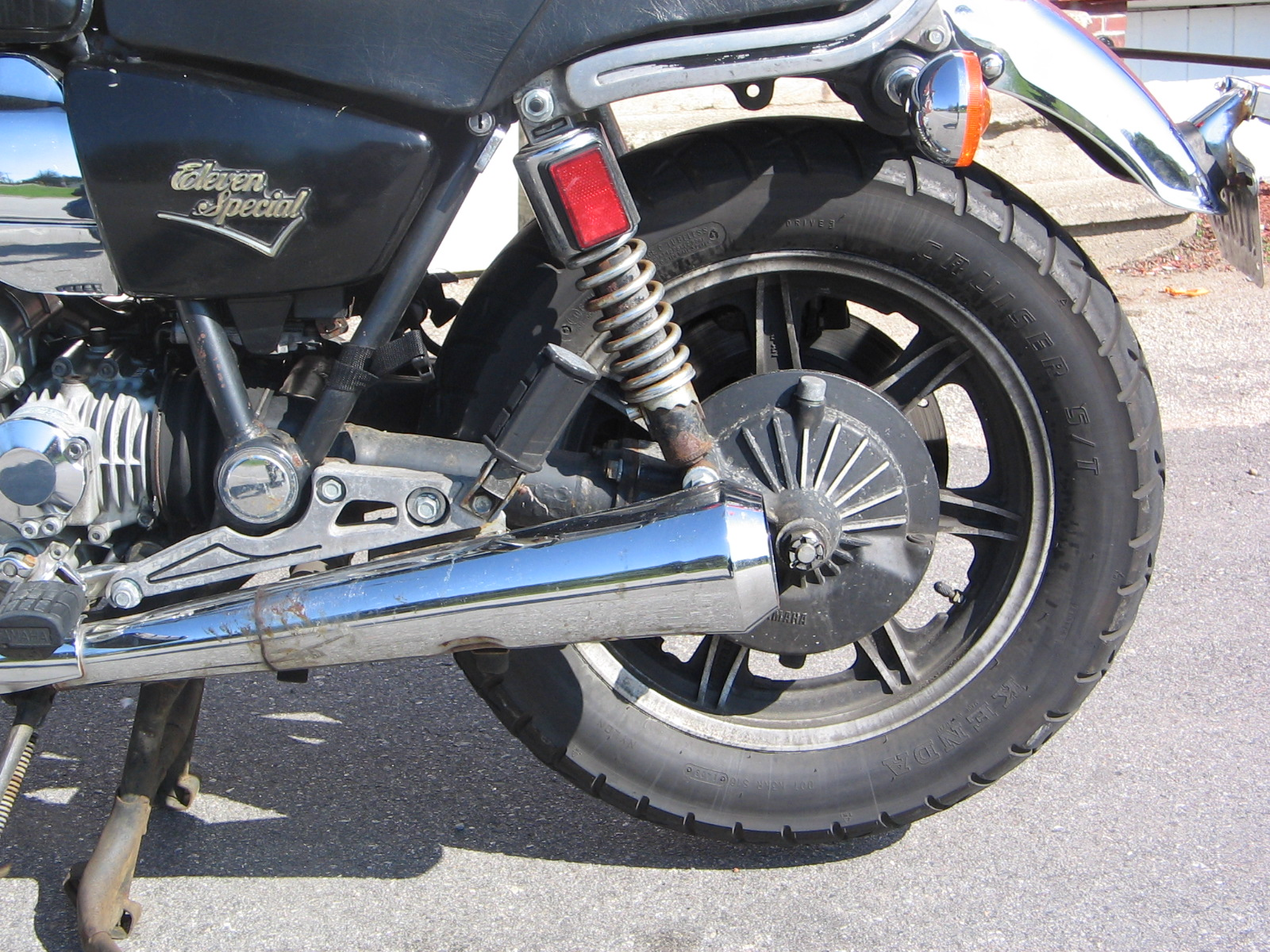
El eje y cardán de la  XS Eleven.
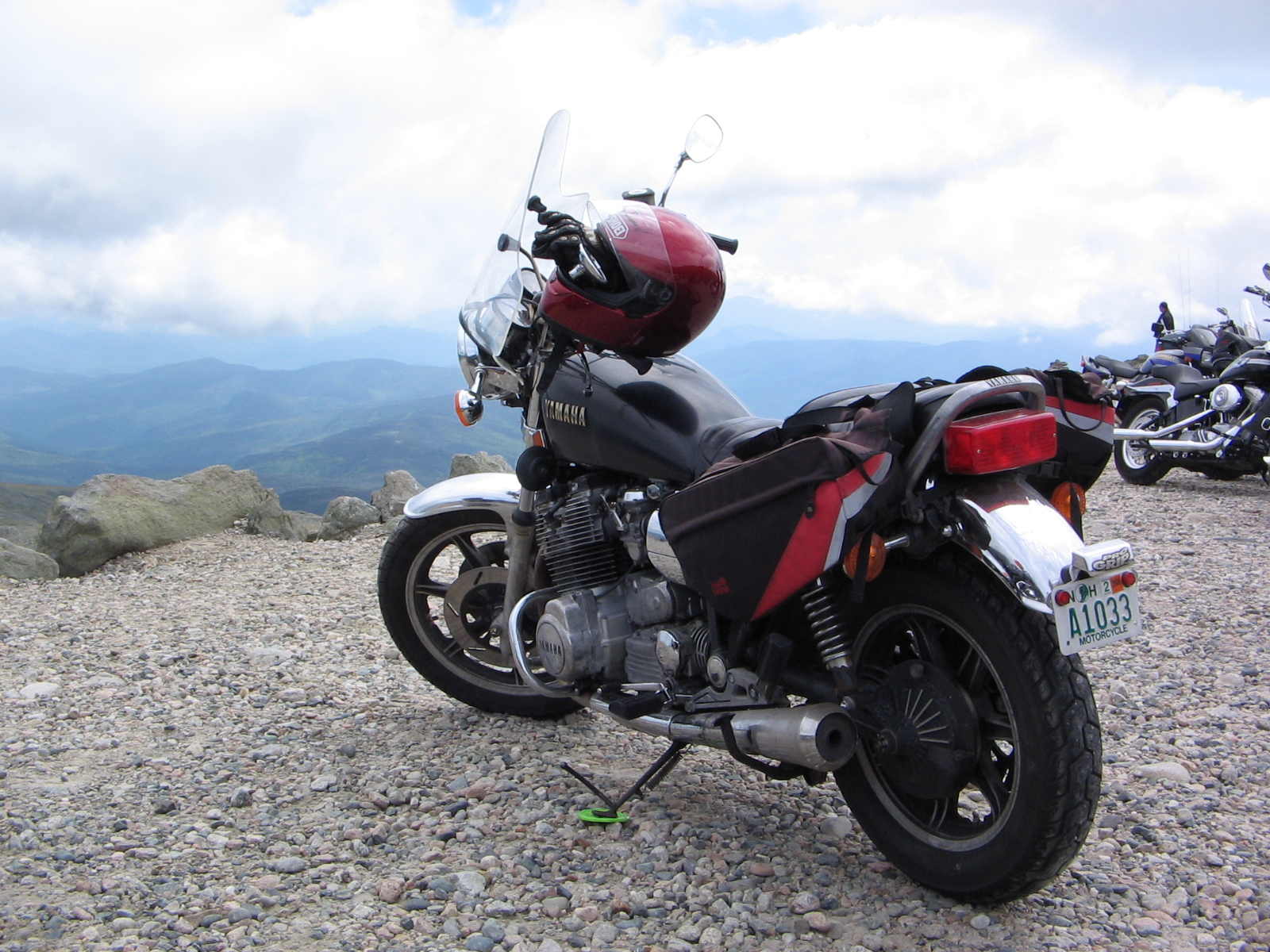
Hacia la cima del Monte Washington